# Julia Reid
Julia Reid (ur. 16 lipca 1952 w Londynie) – brytyjska polityk, biochemik i działaczka samorządowa, posłanka do Parlamentu Europejskiego VIII kadencji.

## Życiorys
W 1970 przerwała naukę, zawarła pierwszy związek małżeński. Pracowała początkowo w Instytucie Marynarki Wojennej, Wojsk Lądowych i Lotnictwa, a także w jednostkach Royal Air Force. Powróciła do kształcenia się w latach 80., ukończyła wówczas szkołę średnią, a następnie biochemię na Uniwersytecie w Bath, uzyskując następnie w 1999 doktorat. Po studiach podjęła pracę w zawodzie biochemika w przemyśle, następnie pełniła funkcję dyrektora w laboratorium badawczym w Royal United Hospital w Bath.
W latach 80. działała w Partii Socjaldemokratycznej. W 1993 została członkinią Partii Niepodległości Zjednoczonego Królestwa. Kandydowała w różnych wyborach z ramienia UKIP, w tym lokalnych, europejskich i do Izby Gmin. W 2013 została wybrana na radną miasta Calne.
W wyborach europejskich w 2014 z ramienia UKIP uzyskała mandat eurodeputowanej VIII kadencji. W 2018 zrezygnowała z członkostwa w Partii Niepodległości Zjednoczonego Królestwa, a w 2019 dołączyła do Brexit Party.